# Чоглокова, Екатерина Николаевна
Екатерина Николаевна Чоглокова (в замужестве Рославлева;  1748 — 1794) — фрейлина Русского императорского двора, сестра авантюриста Н. Н. Чоглокова и фрейлины Веры Чоглоковой.

## Биография
Родилась 2 февраля 1748 года; из дворян; дочь камергера Николая Наумовича Чоглокова (1718—1754) от его брака с графиней Марией Симоновной Гендриковой (1723—1756), троюродной племянницей императрицы Елизаветы Петровны.
11 ноября 1762 года в Москве она вышла замуж генерал-поручика Николая Ивановича Рославлева.  Императрица Екатерина II (которая взошла на престол в результате дворцового переворота участником которого был и Н. И. Рославлев) присутствовала на их свадьбе, и молодожёны считали свою блестящую будущность обеспеченной, однако дальше этого возвышение Рославлевых не пошло. Завидуя всё возрастающему влиянию братьев Орловых, Рославлев считал себя обиженным в деле распределения наград участникам возведения на престол Екатерины. 
В мае 1763 года Рославлев, наряду с другими недоброжелателями Орловых, оказался замешанным в дело камер-юнкера Ф. А. Хитрово; следствие выяснило, что Рославлев противился браку Екатерины Алексеевны с графом Г. Г. Орловым, причём в особенную вину ему вменено было то, что он передавал Хитрово и, вероятно, распространял по Москве слух, что «дело затихло и остановлено совсем» благодаря вмешательству Н. И. Панина, и объяснял это влияние тою записью, которую он взял с императрицы, — что быть ей только правительницею до совершеннолетия Павла Петровича.
За свои «интриги и ковы» Рославлев был выслан с семьёй (членом которой теперь была и Екатерина Николаевна Чоглокова) в крепость Святой Елисаветы (ныне на территории Украины); здесь он был уже в августе 1763 года и просил заступничества И. П. Елагина:
«Государь мой братец Иван Перфильевич! Если, братец, хочешь помочь беднейшему и несчастнейшему человеку, так единого ради человеколюбия прошу, чтоб меня отсюда вывесть хотя умереть поближе к Москве, а я очень болен, кровь из горла идёт и с постели не встаю, лечить же некому, худой самый лекарь, жена бедная также больна да притом брюхата.»
Императрица была милосердна и прошение Рославлева было удовлетворено. 6 февраля 1765 года он был уволен от службы с чином генерал-поручика и удалился с семьёй в подмосковном поместье Никитское, где выстроил большой господский дом в стиле классицизма, который в настоящее время является памятником культурного наследия России и находится в плачевном состоянии. Он умер в апреле 1785 года.
Опала Рославлева была недолгой. С начала 1770-х годов супруги жили в Петербурге. Согласно камер-фурьерскому журналу Екатерина Николаевна была частой гостей при дворе, присутствовала на придворных свадьбах и удостаивалась приглашений на обед. 
Она умерла в 1794 году и была похоронена при Владимирской церкви в селе Никитском Бронницкого уезда.
В браке у четы Рославлевых родились сыновья  Иван (1764—1811; генерал-поручик)  и Владимир (после смерти родителей был под опекой Г. Р. Державина, в 1797 году был отправлен в Англию, обучался в пансионе недалеко от Лондона, где, по словам графа С. Р. Воронцова, вёл «самую невоздержанную жизнь, от которой его никакой доктор вылечить не сможет». В 1798 году за проказы и пьянство по распоряжению МИДа, назначенный в Константинополь Чоглоков, был отправлен морем в Петербург) и дочери Мария (1772—08.03.1820) и Анна (фрейлина императрицы Марии Фёдоровны).